# Liste der Stolpersteine in Bad Langensalza

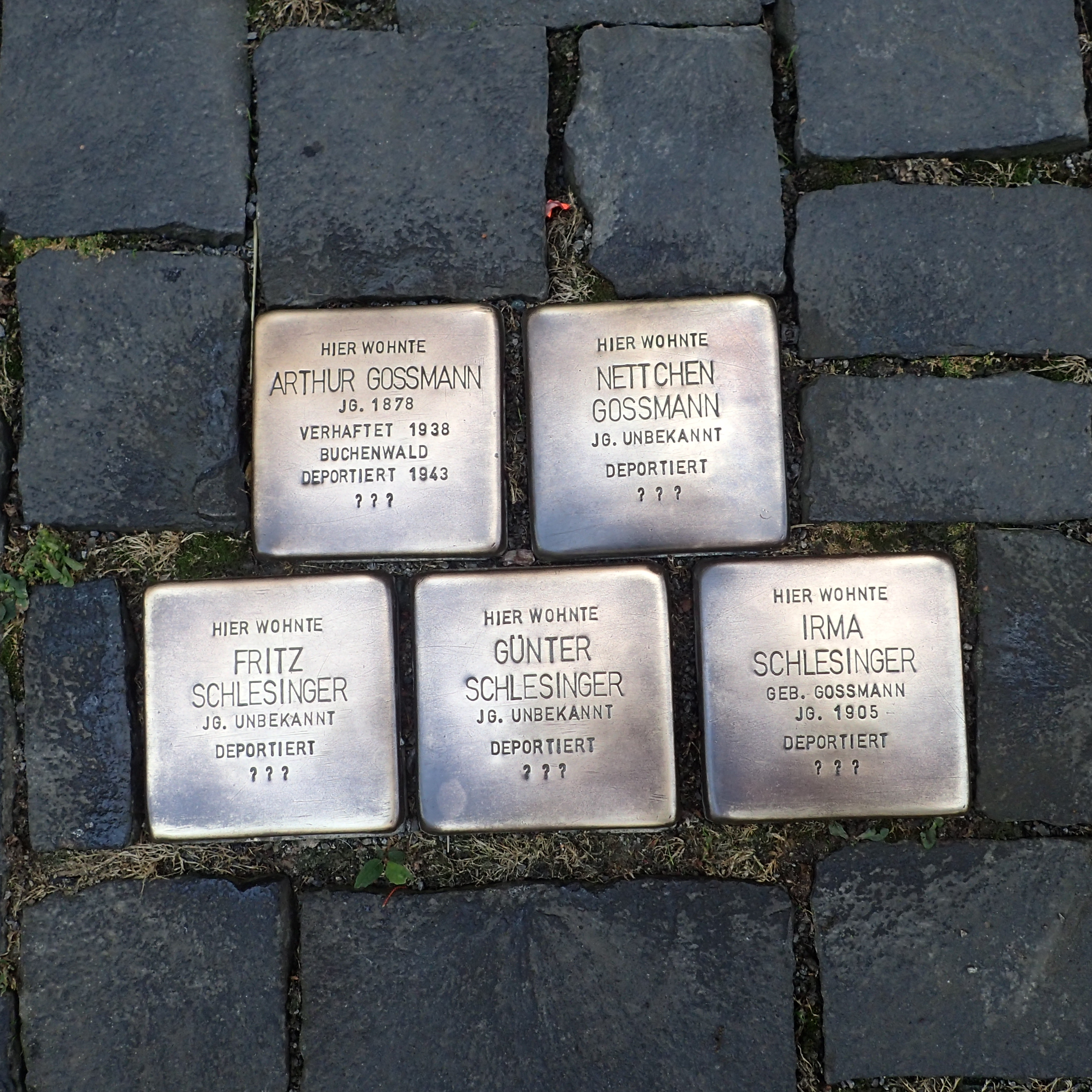
Stolpersteine in Bad Langensalza

Die Liste der Stolpersteine in Bad Langensalza enthält die Stolpersteine, welche im Rahmen des gleichnamigen Projekts von Gunter Demnig in Bad Langensalza verlegt wurden. Mit ihnen soll an Opfer des Nationalsozialismus erinnert werden, die in Bad Langensalza lebten und wirkten.

## Juden in Bad Langensalza

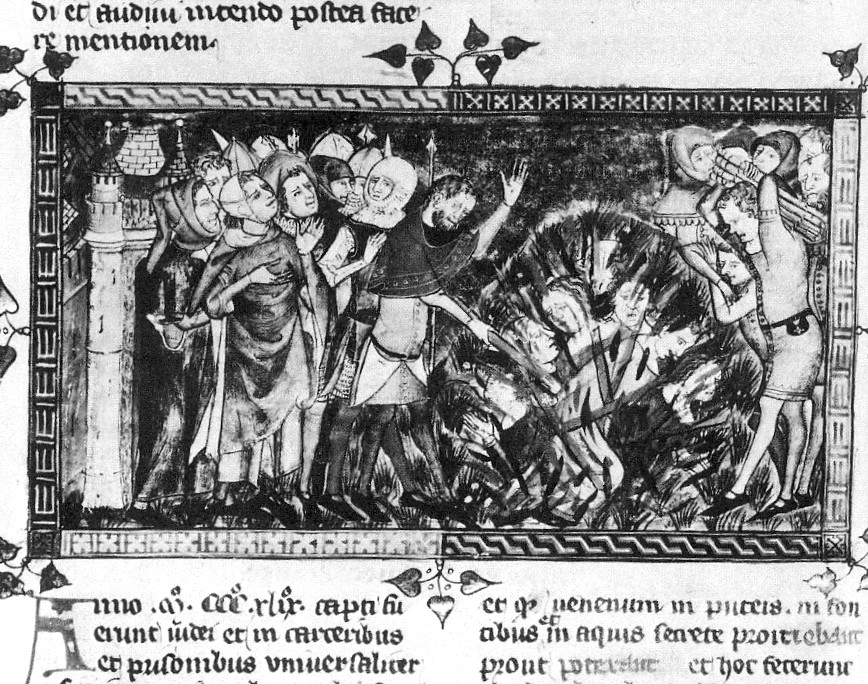
Pestpogrome des Jahres 1349

Die jüdische Geschichte von Bad Langensalza gliedert sich in zwei Perioden. Menschen jüdischen Glaubens lebten bereits im Mittelalter in Langensalza. Wegen eines Besitzstreites zwischen dem Mainzer Erzbischof und dem Landgrafen von Thüringen, Friedrich II. wurde die Stadt 1346 belagert und zerstört. Die Schuld an der Zerstörung wurde den Juden gegeben, ab 1347 wütete in Europa die Pest und 1349 sollen während der Pestpogrome viele Juden in Langensalza verbrannt, erschlagen oder vertrieben worden sein. Langensalza wurde rasch wieder aufgebaut. Ein Abkommen zwischen dem Landgraf und dem Mainzer Erzbischof ermöglichte ab 1356 wiederum die Ansiedlung von Juden in der Stadt, sie standen jetzt unter dem Schutz von Landgraf und Erzbischof. Aus dem 15. Jahrhundert ist die bis heute vorhandene „Jüdengasse“ mit 28 Häusern überliefert. Es wurde eine jüdische Gemeinde gegründet, eine Synagoge erbaut und ein Friedhof auf dem „Jüdenhügel“ angelegt. Die Juden lebten überwiegend vom Geldhandel. 1418 waren 16 oder 17 Menschen jüdischen Personen in einer Steuerliste aufgeführt, vorwiegend handelte es sich dabei um Familienvorsteher. Insgesamt soll die jüdische Gemeinde etwa 80 Personen gezählt haben. 1436 wurden alle Juden aus der Stadt vertrieben.
Erst im 19. und 20. Jahrhundert ließen sich wieder einige jüdische Familien in Langensalza nieder, zur Bildung einer eigenständigen jüdischen Gemeinde kam es jedoch nicht mehr. Die Juden der Stadt gehörten zur Synagogengemeinde von Mühlhausen. 1933 lebten 39 Menschen jüdischen Glaubens in Bad Langensalza, vier Jahre später waren es nur noch zehn und 1939 war von den 40.073 Bewohnern Bad Langensalzas nur noch ein Bewohner jüdischen Glaubens. Sie verließen die Stadt, auf Grund des wirtschaftlichen Boykotts, zunehmenden Entrechtung und Repressalien. Der Kaufmann Arnold Schächter emigrierte, als einer der ersten, mit seiner Familie bereits Ende November 1933 in die USA. Andere flüchteten nach Portugal oder Palästina. Im Juni 1938 war in Langensalza eine antisemitische Hetzausstellung zu sehen. Im Rahmen der Novemberpogrome des Jahres 1938 wurden Arthur Gossmann und Jakob Salomon mehrere Wochen im KZ Buchenwald interniert. Jakob Salomon musste seine Schneiderwerkstatt in der Bergstraße 21 aufgeben, Arthur Gossmann seinen Schuhladen und sein Haus in der Rathausstraße 6 weit unter Wert verkaufen. Gossmann und seine Familie flüchteten nach Frankfurt am Main und sollen von dort deportiert worden sein. Das Schicksal dieser Familie und einer Reihe weiterer jüdischer Bürger konnte noch nicht vollständig aufgearbeitet werden. So verschwand beispielsweise die Familie Katzenstein, die Familie eines Viehhändlers, die im Preußischen Hof in der Herrenstraße gewohnt hatte, über Nacht, laut einem Zeugen wanderte die Familie in die USA aus und wurde dort Viehfarmer. Hugo Weinberg wanderte nach Palästina aus, wurde Soldat in der britischen Armee und in Griechenland von deutschen Truppen gefangen genommen und kam als britischer Kriegsgefangener unfreiwillig nach Bad Langensalza zurück. Laut den Listen von Yad Vashem wurden folgende Einwohner der Stadt im Rahmen der Shoah ermordet: das Ehepaar Großmann, deren Tochter Irma Schlesinger und der Enkelsohn (siehe unten), Gertrud Hartmann (1907–1942, geflüchtet in die Niederlande), die Schwestern Cilly Heymann (-1941), Rosa Hirschberg (-1942), Henny Seckbach und Berta Weilburg, alle vier geborene Meyer, sowie Jakob Jakob (1899–1943). Verfolgt wurden auch Personen teilweise jüdischer Abstammung, beispielsweise der Bäcker Lothar Kahn, ein sogenannter „Mischling II. Grades“. Er diente von 1938 bis 1940 in der Wehrmacht, soll jedoch Ende 1944 im Konzentrationslager Auschwitz ermordet worden sein.
Der einzige Jude von Bad Langensalza, der nach dem Untergang des NS-Regimes zurückkehrte, war der Schneidermeister Jacob Salomon, Überlebender von zwei Konzentrationslagern.
Zu den nichtjüdischen NS-Opfern der Stadt zählte der KPD-Politiker und Widerstandskämpfer Hermann Elflein (1892–1943). Auf dem Neuen Friedhof von Langensalza befindet sich seit DDR-Zeiten ein Ehrenhain für antifaschistische Widerstandskämpfer, dessen Obelisk 1989 entfernt und durch einen anderen Stein ersetzt wurde.

## Verlegte Stolpersteine
In Bad Langensalza wurden bisher sechs Stolpersteine an zwei Adressen verlegt.
| Stolperstein      | Inschrift                                                                                       | Verlegeort        | Name, Leben |
| ----------------- | ----------------------------------------------------------------------------------------------- | ----------------- | --- |
| weitere Bilder \| | HIER WOHNTE JACOB SALOMON JG. 1900 VERHAFTET 1938 BUCHENWALD DEPORTIERT 1943 AUSCHWITZ ÜBERLEBT | Bergstraße 20 ·   | Jacob Salomon wurde 1900 geboren. Er gelangte mit deutschen Truppen am Ende des Ersten Weltkrieges aus Russland nach Bad Langensalza. Für die Truppen war er mit persönlichen Dienstleistungen betraut. 1919 wurde er Reichswehrsoldat, da er aber kein Deutscher und zudem Jude war, wurde er wieder entlassen. Während er in Bad Langensalza wohnhaft blieb, arbeitete er in einer Herren-Kleiderfabrik in Gotha. Er lernte eine Verkäuferin, geborene Iffland, kennen und heiratete die Christin. Das Paar hatte zumindest eine Tochter. Salomon wurde schließlich Schneidermeister und eröffnete ein eigenes Geschäft in Langensalza in der Bergstraße 21. Im Rahmen der Novemberpogrome 1938 wurde Jacob Salomon in das Konzentrationslager Buchenwald deportiert und dort mehrere Wochen festgehalten. Nach seiner Rückkehr durfte er nicht mehr arbeiten. 1943 wurde er erneut verhaftet und diesmal in das Konzentrationslager Auschwitz deportiert. Er konnte überleben und kehrte als einziger Jude nach Bad Langensalza zurück, wo er ab 1946 lebte und während der sowjetischen Besatzung dolmetschte. Er starb 1977. Ein Enkel von Jacob Salomon ist in Bad Langensalza als Unternehmer tätig. Er unterstützte das Stolpersteinprojekt. |
| weitere Bilder \| | HIER WOHNTE ARTHUR GOSSMANN JG. 1878 VERHAFTET 1938 BUCHENWALD DEPORTIERT 1943 ?                | Rathausstraße 6 · | Arthur Gossmann wurde 1878 in Gollnow, heute Goleniów, geboren. Seine Eltern waren Ephraim und Berta Gossmann, er entstammte einer jüdischen Familie. Er zog vor dem Zweiten Weltkrieg nach Langensalza. Er war verheiratet mit Nettchen. Das Paar hatte eine Tochter namens Irma (geboren 1905). Die Gossmanns betrieben ein Schuhgeschäft in der Rathausstraße 6. Während der NS-Herrschaft war Arthur Gossmann Demütigungen ausgesetzt, die Schaufenster seines Geschäfts in der Rathausstraße wurde mit antisemitischen Parolen beschmiert. Im Rahmen der Novemberpogrome 1938 wurde er in das Konzentrationslager Buchenwald deportiert und dort mehrere Wochen festgehalten. Nach seiner Rückkehr musste er Haus und Geschäft weit unter Wert verkaufen. Anstatt der angemessenen Summe von 60.000 RM erhielt er nur 5.000. Die ganze Familie, einschließlich Schwiegersohn Fritz Schlesinger und Enkelsohn Günther, gingen nach Frankfurt am Main. Von dort aus soll die Familie deportiert worden sein. Arthur Gossmann wurde 1942 nach Mauthausen deportiert, hier verlor er am 17. September 1942 sein Leben. Auch seine anderen Familienmitglieder wurden ermordet, nur das Schicksal des Schwiegersohnes ist unbekannt.                  |
| weitere Bilder \| | HIER WOHNTE NETTCHEN GOSSMANN JG. UNBEKANNT DEPORTIERT ?                                        | Rathausstraße 6 · | Nettchen Gossmann wurde vermutlich 1876 geboren. Sie war verheiratet mit dem Schuhhändler Arthur Gossmann (siehe oben) und betrieb mit ihm den Schuhladen in der Rathausstraße 6. Das Paar hatte eine Tochter namens Irma, geboren 1905 (siehe unten), und einen Enkelsohn namens Günther, geboren 1926 (siehe unten). Während der nationalsozialistischen Judenverfolgung musste die Familie das Haus weit unter Wert verkaufen und verließ die Stadt. Sie gingen nach Frankfurt am Main, von wo sie wohl deportiert wurden. Wohin die Familie deportiert wurde, wann und wo sie ermordet wurden, ist weitgehend unbekannt. |
| weitere Bilder \| | HIER WOHNTE FRITZ SCHLESINGER JG. UNBEKANNT DEPORTIERT ?                                        | Rathausstraße 6 · | Fritz Schlesinger war verheiratet mit Irma, geborene Gossmann (siehe unten). Das Paar hatte einen Sohn namens Günther. Über seine Ursprungsfamilie, seinen Beruf und seinen Lebensweg ist nichts bekannt. Die zentrale Datenbank der Namen der Holocaustopfer in Yad Vashem gibt an, dass Frau, Sohn und Schwiegereltern im Rahmen der Shoah deportiert und ermordet wurden. Ob er die Zeit des NS-Regimes überleben konnte, ist nicht bekannt. |
| weitere Bilder \| | HIER WOHNTE GÜNTHER SCHLESINGER JG. UNBEKANNT DEPORTIERT ?                                      | Rathausstraße 6 · | Günther Schlesinger wurde am 21. Oktober 1926 in Langensalza geboren. Seine Eltern waren Fritz Schlesinger (siehe oben) und Irma, geborene Gossmann (siehe unten). Die Familie zog nach 1938 nach Frankfurt am Main, zusammen mit den Großeltern mütterlicherseits. Am 20. Oktober 1941, einen Tag vor seinem 15. Geburtstag, wurde er zusammen mit seiner Mutter mit dem Transport Da 6 von Frankfurt in das KZ Litzmannstadt deportiert. Seine Adresse im Ghetto war Bleicher Weg 23, Wohnung 12. Günther Schlesinger wurde am 29. Mai oder am 29. Juni 1943 in Litzmannstadt ermordet. Seine Mutter und seine Großeltern mütterlicherseits haben die Shoah ebenfalls nicht überlebt, seine Mutter wurde 1942 ebenfalls in Litzmannstadt ermordet. Das Schicksal seines Vaters ist nicht bekannt. |
| weitere Bilder \| | HIER WOHNTE IRMA SCHLESINGER GEB. GOSSMANN JG. 1905 DEPORTIERT ?                                | Rathausstraße 6 · | Irma Irene Schlesinger, geborene Gossmann, wurde am 5. Oktober 1905 in Langensalza geboren. Sie war die Tochter des Schuhhändlers Alfons Gossmann und dessen Frau Nettchen. Sie war verheiratet mit Fritz Schlesinger (siehe oben). Das Paar hatte einen Sohn namens Günther, geboren 1926 (siehe oben). Nachdem ihr Vater 1938 das erste Mal in ein KZ deportiert wurde und nach seiner Rückkehr das Haus der Familie zwangsverkaufen musste, zog die Familie nach Frankfurt am Main. Sie wurde am 20. Oktober 1941 zusammen mit ihrem Sohn mit dem Transport Da6 von Frankfurt ins Ghetto Litzmannstadt deportiert. Irma Irene Schlesinger wurde hier am 13. Juli 1942 ermordet. Irma Schlesingers Sohn wurde ebenfalls ermordet, in Litzmannstadt. Ihre Eltern wurden ebenfalls deportiert und haben die Shoah nicht überlebt. Das Schicksal ihres Ehemannes ist unbekannt. |

## Verlegungen und Veranstaltungen
Die Stolpersteine von Bad Langensalza wurden über Spenden finanziert.
Die Verlegungen fanden am 14. Juni 2010 statt. Bad Langensalza war damit die 556. Kommune, die Stolpersteine verlegte. Sie wurden vom Kulturverein Stadtmauerturm, der Alternativen Jugend Unstrut-Hainich und den Stadtführern initiiert. Es gab eine Gedenkstunde und danach die Verlegung der Stolpersteine, deren Programm von drei Klassen der Wiebeckschule gestaltet wurde. Bürgermeister Bernhard Schönau betonte in seiner Ansprache: „Man muss im Gedächtnis bewahren, was an Unrecht geschehen ist“. Einer der Unterstützer der Stolperstein-Aktion war Matthias Conrad, Enkelsohn eines NS-Opfers, der sowohl für den Stolperstein als auch für die Neuauflage der Broschüre Jüdische Geschichte der Stadt Bad Langensalza gespendet hatte. Auch im benachbarten Mühlhausen/Thüringen wurden am selben Tag erstmals Stolpersteine verlegt.
Alljährlich in der Pogromnacht findet ein Gedenkmarsch entlang der Stolpersteine statt, mit Lesungen zur Verfolgung, Klageliedern und weiterer musikalischer Begleitung. Stadtrundgänge auf den Spuren jüdischen Lebens in Bad Langensalza beinhalten auch das Verweilen vor den Stolpersteinen. Diese werden auch für Schüler veranstaltet, beispielsweise von der Gästeführerin Mary Fischer und einem Zeitzeugen. Am Ende einer solchen Führung im Jahr 2011 wurden die Schüler gebeten, die Ballade Kinderschuhe aus Lublin von Johannes R. Becher vorzutragen, die heute nicht mehr Teil der Lehrpläne ist.